# Ильхан, Чилер
Чиле́р Ильха́н (тур. Çiler İlhan, род. 1972, Денизли) — турецкая писательница, переводчица, журналистка и правозащитница. Лауреат Премии Европейского Союза по литературе 2011 года. Автор трёх книг. Её книги изданы более чем в 20 странах мира.

## Биография
Чилер Ильхан родилась в 1972 году в Денизли, выросла в Измире.
В 1979—1983 гг. училась в начальной школе Денизли Меркезефенди. Затем с 1983 по 1990 год была студенткой Измирского частного колледжа.
Изучала международные отношения и политологию в Босфорском университете. Окончила школу гостиничного менеджмента Glion Hotel School в Швейцарии.
В разное время работала менеджером по связям с общественностью в отеле Стамбула, писателем, редактором, переводчиком и литературным критиком.
С 2017 года она живёт в Нидерландах. Является главным редактором журнала Condé Nast Traveller Türkiye.
Является членом турецкого и голландского ПЕН-клубов. Она ведёт большую общественную работу как правозащитница. Выступает за свободу слова, права человека и права женщин в Турции. Борется против домашнего насилия и дискриминации в отношении женщин в Турции.

## Творчество
Начала писать свои первые стихи в возрасте 10 лет. Во время обучения в колледже написала свои первые дневники и театральные пьесы.
Её литературный талант наиболее проявился во время учёбы в Босфорском университете, где по её словам, она начала писать рассказы «сознательно» своими словами".
В 1993 году она получила награду «За выдающийся рассказ» молодёжной премии Яшара Наби.
Её рассказы, эссе, рецензии на книги, статьи о путешествиях и переводы на турецкий язык были опубликованы в различных журналах и приложениях к газетам.
В 2011 году она стала лауреатом Премии Европейского Союза в области литературы за сборник рассказов «Изгнание». Книга была издана более чем в 20 странах, включая Великобританию, Италию, Францию, Нидерланды и Мексику. Также сборник «Изгнание» вошёл шорт-лист литературной премии Prix Du Livre Lorientales 2017.
Внесла свой вклад в более чем 15 национальных и международных антологий.
В 2005 году в сборнике «1002 ночные сказки» был опубликован рассказ «Вульгата» («Vulgata»).

### Книги
- 2006 ─ «Комната торговцев мечтами»/ Rüya Tacirleri Odası (сборник рассказов)[8]
- 2010 ─ «Изгнание» / Exile (Sürgün) (сборник рассказов)[8]
- 2021 ─ «Дом помолвки» /Nişan Evi (роман)[8][5]